# Питер Утака
Питер Мадуабучи Утака (енгл. Peter Maduabuchi Utaka; 12. фебруар 1984) нигеријски је фудбалер који игра на позицији нападача. Тренутно наступа за клуб Кјото санга.

## Репрезентација
За репрезентацију Нигерије дебитовао је 2010. године. За национални тим одиграо је 8 утакмица и постигао 3 гола.

## Статистика
| Нигерија | Нигерија | Нигерија |
| Год.     | Ута.     | Гол.     |
| -------- | -------- | -------- |
| 2010     | 1        | 1        |
| 2011     | 7        | 2        |
| Укупно   | 8        | 3        |